# سليمان طوني فرنجية
سليمان أنطوان فرنجية (18 أكتوبر 1965 -)، سياسي لبناني وزعيم تيار المردة، ونائب سابق عن المقعد الماروني في زغرتا الزاوية في دائرة شمال لبنان.

## عن حياته
ولد في مدينة طرابلس حيث كان يسكن أهله شتاءً على غرار عديد من العائلات الزغرتاوية، وفيها تلقى علومه الابتدائية إلى حين اندلاع ما سمي «بحرب السنتين» فتركت العائلة طرابلس مرغمة، فأكمل المرحلتين التعليمتين التاليتين في «مدرسة فرير زغرتا» التي أنشئ لها فرع طارئ في زغرتا ليكمل أبناء القضاء دراستهم بعد مغادرتهم طرابلس. ينتمي سليمان إلى عائلة سياسية عريقة فجده هو الرئيس الراحل سليمان فرنجية ووالده هو النائب والوزير طوني فرنجية. يترأس تيار المردة.
بين الأعوام 1970 و1975 كان سليمان التلميذ حفيد رئيس الجمهورية، وانتقل في آخر العهد إلى بيروت حيث تعلّم في «مدرسة الأتينيه جونيه»، وبسبب وجوده في مدرسة بيروتية فقد نجى من موت محتّم في مجزرة إهدن التي اغتيل فيها والده النائب والوزير طوني فرنجية ووالدته فيرا واخته ابنة الثلاث سنوات جيهان على يد مجموعة من حزب الكتائب.

## حياته السياسية
بداية عمله السياسي تعود إلى سنة 1987 أثناء الحرب الأهلية عندما كان في عمر 22 سنة وذلك حين أسس كتيبة من 3400 شخص، واتخذ له من بنشعي مقرًا كما كانت مقرًا لوالده طوني فرنجية، واستلم فعليًا القيادة يوم 20 أغسطس 1990 من عمه روبير، وبعد استلامه للقيادة سارع إلى وضع تصور سياسي من رؤية واضحة متكئًا على إرث كبير، فمتّن العلاقة مع سوريا مكملاً علاقة الرئيسين سليمان فرنجية وحافظ الأسد، وتربطه حاليًا علاقة شخصية قوية مع الرئيس السوري بشار الأسد. وفي سنة 1989 قبِل باتفاق الطائف كدستور جديد، وقام بتسليم سلاح «ميليشيا المردة» للدولة، كما قام بدعم ترشيح الرئيس رينيه معوض مما شكل علامة فارقة في تاريخ العلاقات بين أهل السياسة في المنطقة الواحدة. وقد عين بعد اتفاق الطائف عضوًا في المجلس النيابي وذلك بعام 1991 وكان حينها أصغر نائب بالبرلمان، كما دخل المجلس النيابي بانتخابات الأعوام 1992 و1996 و2000، بينما خسر المقعد النيابي بانتخابات عام 2005، وعاد إلى عضوية البرلمان في انتخابات عام 2009.
- شارك بالحكومة لأكثر من مرة وحمل أكثر من حقيبه:
  - وزير دولة من 23 ديسمبر 1990 حتى 16 مايو 1992 في حكومة الرئيس عمر كرامي في عهد الرئيس إلياس الهراوي.
  - وزيرًا للإسكان والتعاونيات من 16 مايو حتى 31 أكتوبر 1992 في حكومة الرئيس رشيد الصلح في عهد الرئيس إلياس الهراوي.
  - وزير دولة للشؤون البلدية والقروية من 31 أكتوبر 1992 حتى 25 مايو 1995 في حكومة الرئيس رفيق الحريري في عهد الرئيس إلياس الهراوي.
  - وزيرًا للصحة العامة من 6 نوفمبر 1996 حتى 3 ديسمبر 1998 في حكومة الرئيس رفيق الحريري في عهد الرئيس إلياس الهراوي.
  - وزيرًا للإسكان والتعاونيات ووزيرًا للزراعة من 3 ديسمبر 1998 حتى 26 أكتوبر 2000 في حكومة الرئيس سليم الحص في عهد الرئيس إميل لحود.
  - وزيرًا للصحة العامة من 26 أكتوبر 2000 حتى 16 أبريل 2003 في حكومة الرئيس رفيق الحريري في عهد الرئيس إميل لحود، وأعيد تعيينه وزيرًا للصحة العامة في 16 أبريل 2003 وذلك في حكومة الرئيس رفيق الحريري في عهد الرئيس إميل لحود، وظل في المنصب حتى 26 أكتوبر 2004.
  - وزيرًا للداخلية والبلديات من 26 أكتوبر 2004 حتى 18 أبريل 2005 في حكومة الرئيس عمر كرامي في عهد الرئيس إميل لحود.
  - أعلن رئيس "تيار المردة" اللبناني في 8 يناير 2025 عن سحب ترشيحه لرئاسة الجمهورية، وذلك عشية جلسة البرلمان المقررة لانتخاب الرئيس. فرنجية أعلن دعمه لقائد الجيش اللبناني العماد جوزف عون كمرشح للرئاسة، مؤكدًا أن سحب ترشيحه يأتي في سياق توفير الظروف المناسبة لانتخاب رئيس جديد.[3]

## حياته الأسرية
في عام 1983 تزوج من ماريان سركيس وكان وقتها بعمر 18 سنة، وأنجبا:
- طوني فرنجية (مواليد 1987).
- باسل (مواليد 1992).

وبعام 2003 تطلقا.
بعد طلاقه من زوجته بأيام تزوج من الإعلامية ريما قرقفي، وأنجبا:
- فيرا (مواليد 2007).

## وصلات خارجية
- الموقع الرسمي لسليمان فرنجية
- الموقع الرسمي لتيار المردة[وصلة مكسورة]
- سليمان طوني فرنجية في موقع Ehden Family Tree